# 八尾ゆめの森 ゆうゆう館
八尾ゆめの森 ゆうゆう館（やつおゆめのもり ゆうゆうかん）は、富山県富山市八尾町下笹原678-1に所在する温泉宿泊施設である。

## 概要
1999年2月17日に開業準備室を設置。下笹原のカドミウム採土跡地6ha中2.5haにて建設することになり、当時の仮称は「卯花総合交流促進、健康増進施設」であった。
その後、1999年の工事開始時より掘削していた温泉が湧出し、同年11月19日、現地で説明会が行われた。
2000年（平成12年）4月25日に、八尾町立（当時）では初の温泉付き宿泊施設として完成式が挙行された。総事業費は約13億6千万円。

## 源泉
源泉は下笹原の茗ヶ原川に架かる角間橋の東詰から湧き出る「八尾ゆめの森温泉」と「角間温泉」で、この2つの温泉を使用し、温泉施設まで150ｍ引湯している。
角間温泉は1972年に実施したボーリングにより1974年8月に湧出した温泉で、かつては八尾町社会福祉協議会の憩いの家（角間温泉、1977年12月26日オープン）に給湯していたが、1985年9月30日に農村環境改善センターが完成したことに伴い、同年10月1日以降は同施設が温泉を引き継いだ（憩いの家は身体障害者の授産施設『椿苑』に転用された）。深さ1,100m。
八尾ゆめの森温泉は深さ1,500mからの湧出で、湧出量は毎分50.0リットル（動力揚水）である。
泉質は弱アルカリ性のナトリウム・カルシウム・塩化物泉（一部加水、源泉の一部を加温）で、泉温は47.5℃、pHは8.31、溶存物質は7,976mg/kgである。神経痛、慢性皮膚炎（特にアトピー性皮膚炎）、切り傷、火傷、虚弱児童に効能があるといわれている（※いずれも効能はその効果を万人に保証するものではない）。

## 施設概要
施設は鉄筋コンクリート造3階建て、和洋20室で70人収容、露天風呂のある入浴施設（「おわらの湯」および「曳山の湯」、男湯と女湯が毎日入れ替わる）のほか、休憩室（有料および無料）、レストラン、ホール、売店などを備えている。日帰り温泉は10時から21時まで（最終受付20時半）、水曜休業（水曜の場合はその翌日に休業）。駐車場は120台。
この他、野菜や果物を収穫できる体験農園、そば打ちや和紙作りの体験教室を開くとやまけんの中山間活性化施設、子供交流広場、バーベキュー広場、わんぱくゲレンデ（人工芝）、芝生広場、体験工房（バンガロー風の管理棟）、モグラの道、展望広場も備える。付近にはゆめの森テニスコートの所在する。これら3.5 haの施設は『ゆめの森こども元気村』とも呼ばれ、2000年4月27日に完工した。総事業費は3億6000万円。

## アクセス
- 高山本線 越中八尾駅から路線バス利用にて30分[13]。
- E8 北陸自動車道 富山ICから約30分[13]。